# Marc Alain Boucicault
Pour les articles homonymes, voir Boucicault.
Marc Alain Boucicault, né à Port-au-Prince le 1e Août 1987, est un entrepreneur haïtien qui œuvre pour le développement de l'écosystème entrepreneurial d'Haïti.

## Biographie
Il est le Fondateur et PDG de BANJ, un espace de travail partagé (Co-Working) en Haïti.  

### Parcours académique
Marc Alain, à la suite de ses études classiques bouclées en 2005 à Kayanou et au Centre d'études secondaires, a été admis au Centre Technique de Planification et d'Économie Appliquée (CTPEA) où il a fait une licence en Economie Quantitative. Dans la foulée, à Washington, il a réussi une maîtrise en Politique Économique et Financière à American University dans le cadre du programme Fulbright dont il a été bénéficiaire en 2013.

### Parcours professionnel
Marc Alain est un économiste qui a travaillé dans "le développement international, la gestion des opérations, la recherche macroéconomique et le développement d’écosystème entrepreneurial en Haïti basé à Port-au-Prince et à Washington, avec le Groupe Banque Mondiale puis à la Banque Interaméricaine de Développement". Il est le cofondateur du Groupe ECHO d'Haïti. Il a occupé le poste de directeur des relations extérieures à la HFund. 
En 2015, à Thaïlande, Marc Alain a représenté Haïti  au plus grand sommet jeune du monde : One Young World. En 2017, il a fondé : BANJ qui, explique-t-il, est une entreprise qui, " à travers des programmes de renforcement de capacité et d’incubation, cherche à créer une communauté d’entrepreneurs innovateurs et “changemakers” à Port-au-Prince et à préparer les plus grandes avancées pour de l’accélération par l’investissement externe".

## Prix et récompenses
En 2016, il est élu Jeune de l'année par Haititechnews. En 2017, il est consacré "Personnalité Numérique de l'année" par le Social Media Haïti pour son Modèle de Leadership transformationnel avec sens d’engagement profond pour l’émergence de la jeunesse haïtienne. En 2018, il figure dans le Top 100 des personnes d'ascendance africaine les plus influentes au monde. Ce prix récompense ces personnalités pour leur contribution positive aux secteurs privé et public à l’échelle mondiale. Au cours de cette même année, le public de Your Mark on the World l'a élu « Changemaker » de l'année. De surcroît, le journal CI News l'a sélectionné dans le Top 10 des personnalités haïtiennes ayant marqué l'année. 
Et en 2019, Le Nouvelliste, le doyen de la Presse haïtienne, le classe dans le Top 12 des personnalités de l'année pour saluer son courage. En effet, « les locaux, installations et équipements de cet incubateur pour entreprises ont été attaqués, à chaque fois, lors de chacune des grandes manifestations de 2019. Détruit deux fois, les initiateurs du projet ont su repousser les frontières de l’impossible pour recommencer, à chaque fois. En ce mois de décembre, c’est la troisième inauguration qui a eu lieu », rapporte Le Nouvelliste.